# 强奸

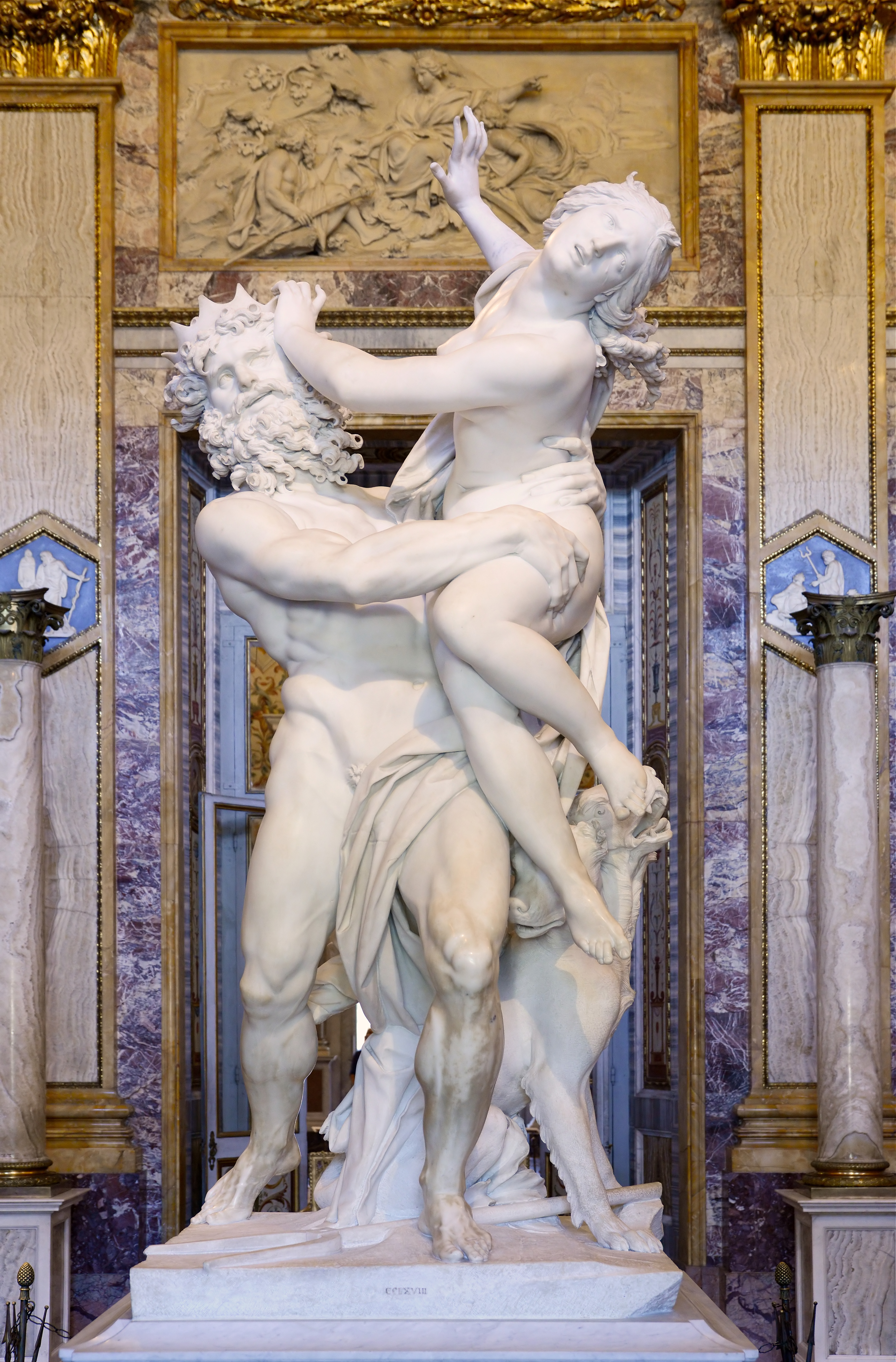
贝尼尼所創作的《劫奪普羅斯派恩》，現存於博爾蓋塞美術館

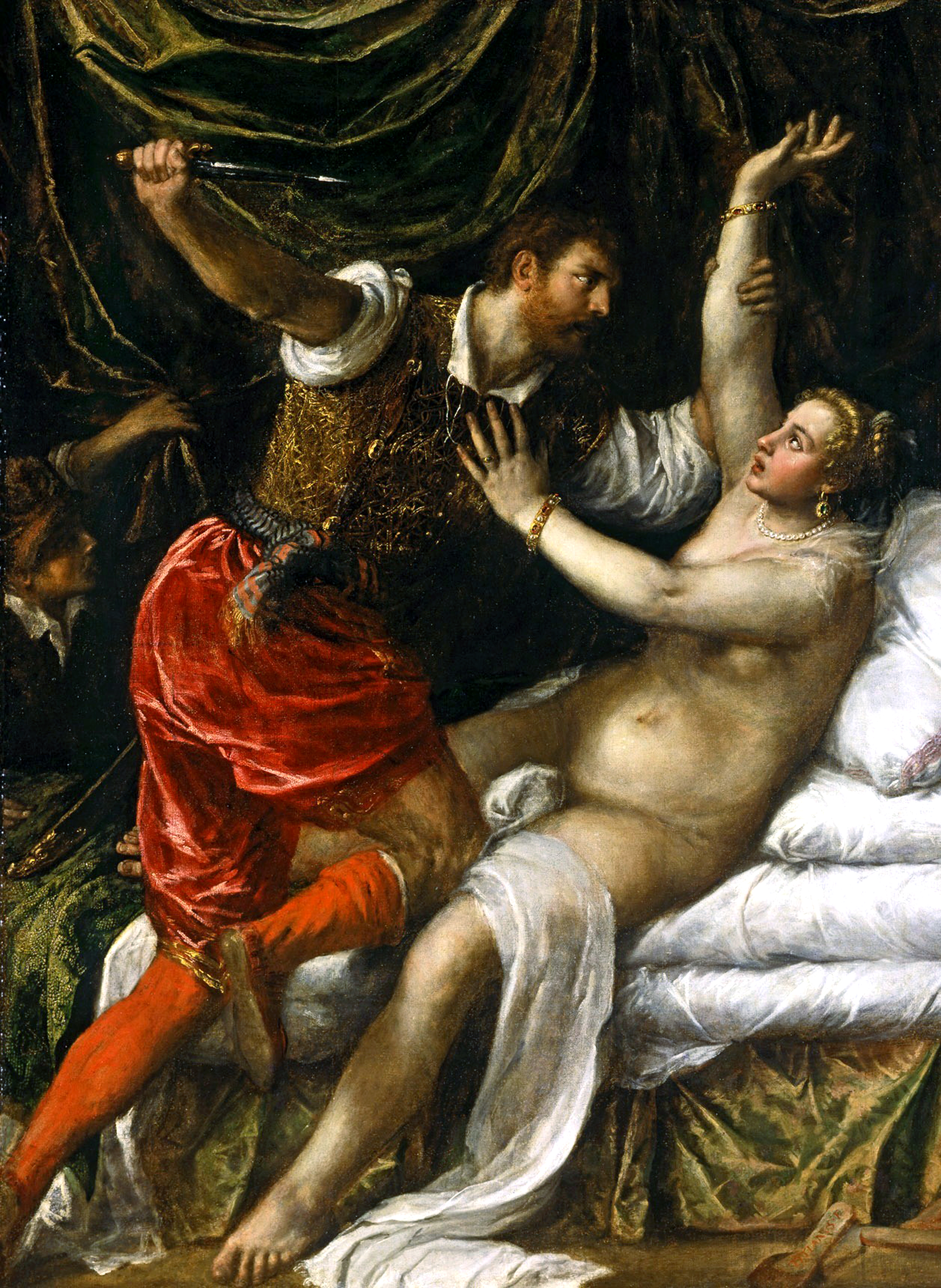
據羅馬史，羅馬王政時期最後一任國王盧修斯·塔克文·蘇佩布的兒子強暴了一位貴族婦女盧克麗霞，並造成此婦女自殺，其親戚布魯圖斯因此起兵推翻國王

強制性交（英語：sexual assault, rape，俗稱強姦、強暴或性侵）是指在沒有得到當事人同意的情況下，與之進行性交等插入式性行為，屬性侵犯的一種。施暴者在過程中可能會用以暴力、脅迫、濫權等手段來迫使對方就範。或以低於法定年齡者、神志不清者、心智疾病患者等無同意能力者為其對象。「強姦」與「性侵犯」有時會代替使用。
強姦的報案率、起訴率和定罪率因司法管轄區而異。以國際層面來看，警方所記錄的強姦發生率存有差異——以2008年來計，從每10萬人當中有0.2宗（阿塞拜疆）至92.9宗（波札那）不等；中位數則為6.3宗（立陶宛）。強姦的施行者大多為男性。被陌生人強姦的情況一般少於被熟人強姦，男對男及女對女的獄內強姦同樣不屬罕見，但其告發率可能少於其他種類。
雖然強姦是個普遍且嚴重的問題，但強姦存有極高的黑數，據一些研究，91.6%的強姦都沒有報案，而在不同地方，人們不向警方通報強姦的理由也各不相同，其中可能的理由包括了害怕遭受報復、不確定犯罪是否發生或侵犯者是否意圖傷害、不希望別人知道自己被強姦的事實、不想要強姦者惹上麻煩、擔心自己反遭受控告（一個可能的因素是一些國家的法律禁止婚前性行為），或對當地的警方的執法有所懷疑等。

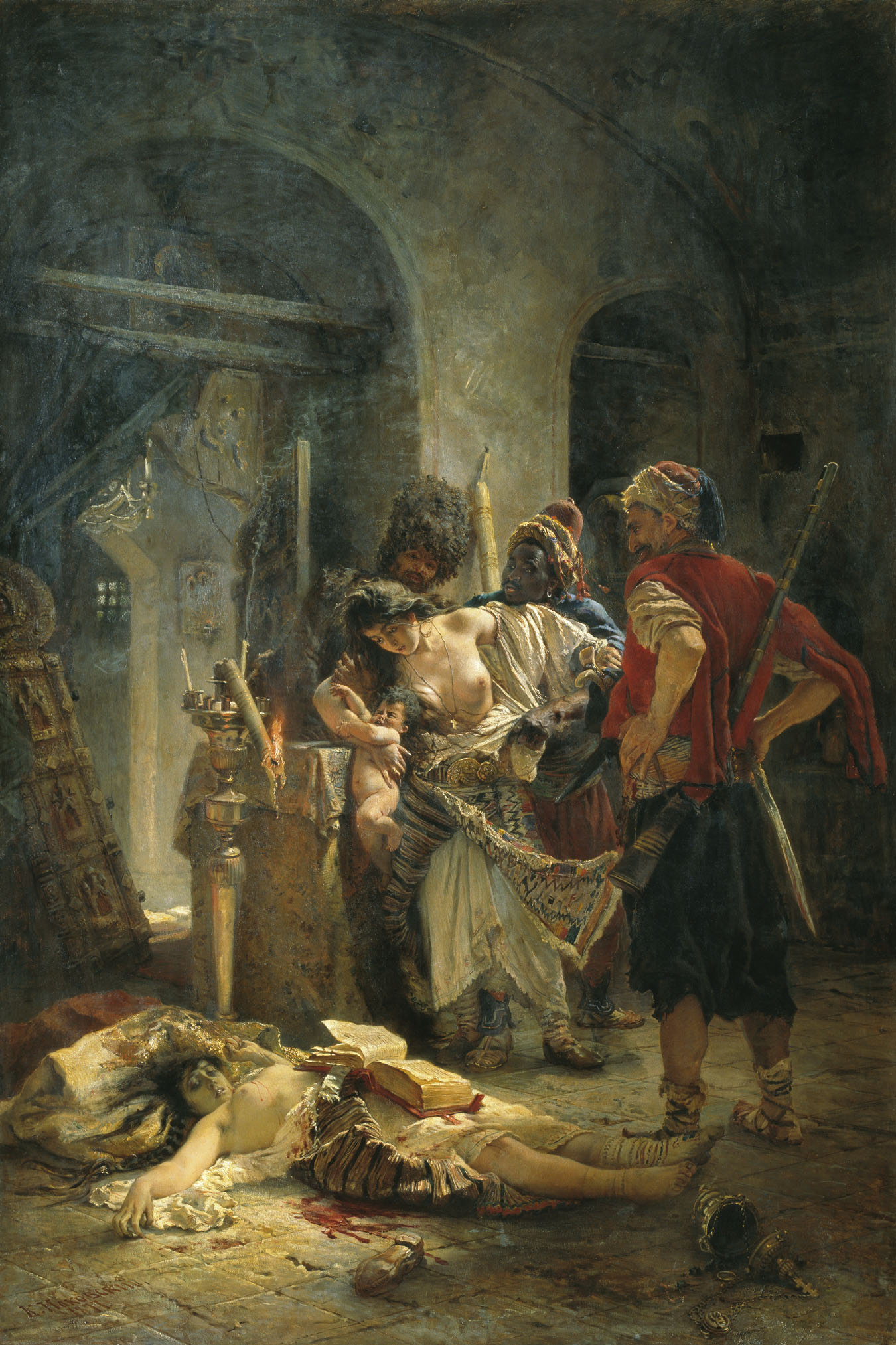
俄国画家康斯坦丁·马科夫斯基的作品《保加利亚的遇难女性》（The Bulgarian martyresses），描绘了四月起义期间巴什波祖克强奸保加利亚妇女的情景

國際衝突期間，強姦可能會變得系統化，战争时期的性暴力及性奴隸便是其中兩例。該些行為屬危害人类罪及战争罪。當強姦與意圖全部或局部消滅目標種族的行為一同進行時，其便成了种族灭绝罪行的一項元素。
受害者可能會因此產生心理創傷及患上創傷後壓力症候群。強姦可對當事人的身體產生嚴重傷害，並使其面對意外懷孕及患上性傳播疾病的風險。受害者還有可能被施行者以至其家屬或家庭成員暴力對待及威脅（三缺）。

## 詞源
英語的強姦「rape」源自拉丁文的rapere，意指「搶奪、帶走」。自14世紀以來，該詞的意思便變成「用武力搶奪」。在羅馬法中，用武力搶奪女性即犯了「raptus」，不論有沒與之進行插入式性行為。在中古英语法當中， 該詞可用於代指綁架或現代意義上的性侵犯。
中文傳統意義上的「姦」是指姦淫，即所有婚姻以外的性行為，不單指強姦。一些主張婚內無姦的學者會從此一角度引證；不過反論則認為「婚內無姦」不等於「婚內無強姦」，並指出字義會隨著時代而改變。而中文的「強」則有「强迫、强暴」之意，兩者合起來即指「违背对方意愿使用暴力与其姦淫」。在中国法律中，强奸罪的正犯只能是男性，客体只能是女性，一旦发生同性强奸或女性强奸男性，则不能按强奸罪论处。同样，在中国，发生人类强奸动物的事情，非但不能按强奸罪论处，甚至构不成犯罪。

## 定義

### 概論
大多數司法管制區會把強姦定義為在沒有得到當事人同意的情況下，與之進行性交等插入式性行為。衛生組織、司法部門、專業醫學人士及法律專家對其有著不一致的定義。它的定義可因不同的文化及歴史時期而異。英語的強姦「rape」原本與性無關。在罗马法中，它被歸類為侵犯罪的一種。
2012年以前，美國聯邦調查局（FBI）仍認為強姦只是男人對女性進行的犯罪行為。但在2012年他們對於強姦的定義已從「強迫該名女性進行，且違背她意志的性行為」改為「沒得到受害者同意而進行的性行為，包括不論多麼輕微的陰道或肛門侵入、把性器官插入口腔。」更改前的定義自1927年以來便沒作過任何變動，於是便有輿論質疑它過時且過份狹窄。更改之後的定義適用於任何性別，並包含能跟陰莖-陰道交構成同等傷害的「以物件強姦」。聯邦調查局亦探討了受害人因身心上的無能力而不能給予同意的實例。其意識到受害人可因為受到藥物或酒精影響，而不能給予有效同意。該定義並不對聯邦或州的刑法典，或聯邦、州或地方層面的起訴作出任何改動，卻使得美國的強姦案例能更準確地如實反映。
衛生組織及機構亦對強姦的定義進行了擴充。世界衛生組織把強姦定義為性侵犯的一種，而美国疾病控制与预防中心將強姦包含在性侵犯的分類之下，並把它稱為性暴力的一種。疾控中心列出了其他可能但不一定包含強姦成份，屬於強制性而又非自願的性行為，包括藥物促成的性侵犯——當中受害人被迫侵入加害者的身體、受害人因醉倒而無法給予有效同意、受害人被口頭脅迫後就範、透過不必要的暴力來迫使或嘗試迫使受害人就範（包括使用或意圖使用武器）。
一些司法管制區會把強姦的範圍限定為「陰莖與陰道的接合」，或涉及到陰莖的插入式性行為，其他形式的非自願性行為則一概歸類為性侵犯。蘇格蘭便是當中的一個例子，它的法律強調必須要在性侵犯過程中有使用陰莖，才可視之為強姦。卢旺达问题国际刑事法庭於1998年定義強姦為「在脅迫他人的情況下，以涉性的方式侵入他人身體」。在法律用語上，強姦可以「性侵犯」或「有罪的性接觸」等字眼取代。

### 範圍
不論某人的性別、年紀、性取向、種族、居住地、文化、身體健康狀況為何，其皆有機會成為性侵犯或強姦的受害者。可以以加害人及受害人之間的關係及強姦時的情境，來把其劃分成不同種類。當中包括约会强奸、輪姦、婚内强奸、 近親强奸、兒童性虐待、監獄強姦、熟人强奸、战时強姦、法定强奸。施暴者可在對當事人不留下或只留下很少生理傷害的情況下，長時間強迫其進行性行為。

#### 分類

##### 依性別區分
強姦與性別的關係是犯罪學上研究強姦的領域之一，即研究不同類型的強姦中，強姦者與受害者在性與性別上的不同，其廣義範圍還包括研究性侵犯。多數的研究表示，強姦的犯罪者大多為男性，且遠遠高於女性；然而、美國聯邦調查局在2012年將強姦的定義擴大後，有越來越多的研究把焦點放在被強姦的男性與強姦男性的女性。

###### 男性強姦女性
男性強姦女性的案例最為常見。這現象除男性內分泌因素外，與父權社會中的性別不平等亦有緊密關聯。自古以來，一切戰爭幾乎都伴隨著男性兵士對被侵略國婦女的劫掠與強姦。
據美国司法统计局的統計，在美國，9%的強姦受害人為男性，91%的受害人為女性；加害人中，有99%的強姦者為男性。
另根據澳洲的一項資料顯示，在澳洲，被強姦者多為女性，而強姦者則多為男性，共有96%的強姦者為男性，強姦者的年紀分佈於所有的年齡層，但最多數的為17-30歲者。

###### 男性強姦男性
在軍隊、男子監獄等男性為主的團體裡，因缺乏情慾發洩的管道，比較容易發生男性強姦男性的狀況。部分情境是同性戀或雙性戀傾向的高階級男性強姦（不論任何性向的）低階級男性。多數男性強姦男性案例有性剝削的情況（長期且固定的加害人與受害人關係）。
男性之間的性交多採用肛交或口交的方式；其中前者特別稱之為雞姦。過去保守社會對男同性戀的排斥，導致男性對男性的強姦案例甚為不受重視。

###### 女性強姦男性
女性強姦男性較為罕見，但亦偶有所聞，而近年來案例增加。女性施暴者除了使用各種異性性交方式外，亦有借助特殊工具對受害者進行肛交，例如使用假陰莖或穿戴式假陰莖。
曾經在美國有多宗案件是關於男學生被女教師強姦或誘姦，其中一宗更被重判20年。比較矚目的是Debra Lafave的案件，獲減刑協議，被判在家監禁3年和緩刑7年。2017年，夏威夷發生一宗懷疑女姦男的案件。一名女疑犯以誣陷強暴和迫使退學的威脅，對日籍寄宿男生進行多次性侵犯，該婦現被控7項性侵罪。
巴布亞紐幾內亞基里维纳群岛有一個女人强暴男人的傳統节日，名叫“甘薯节”。在節日中該地的外族男性有可能會被女性輪姦，但對於當地女性而言绝不会影响任何人的感情与婚姻，她們纯粹是为了好玩。[[Category:自2017年10月]]

###### 女性強姦女性
女性可以透過指交、口交、摩擦陰部、使用假陰莖、其它性玩具或其它各種物品，來強行刺激另一名女性的生殖器或其它性感帶。

##### 轮奸
轮奸又称为集体强奸，是指二人以上违背受害者意愿，强行发生性行为的。有時候一對夫婦或情人也會共同進行強姦。

### 性同意
「沒有得到性同意」（consent）為強姦的定義核心。這的同意是指「對參與性行為的知情同意，且應能夠自主地給予」。性同意可以是口頭的，也可以是非口頭的，但沒有作出反對不等於同意。沒有得到當事人同意的理由各種各樣，包括先前已用暴力強迫受害人就範、受害人沒有給予同意的能力（比如受害人昏睡、酒醉、患有心智疾病）。跟低於法定年齡者性交  ，即為法定強姦。 在印度，若性同意建基於虛假的結婚承諾之上（即承諾進行性行為之後會與當事人結婚，但後來不遵守諾言），那麽受害人也可以強姦之名起訴。
脅迫是指當事人受到暴力威脅的情況，這可導致其沒對將要進行的性行為作出反對。而他人可能假定當事人是同意的。暴力威脅針對的對象除了是當事人之外，也可以是其熟人。施暴者甚至會以勒索威脅當事人。濫權也是威脅的一種。譬如在菲律賓，某名男性「通過欺詐手段或濫用職權」的方式來誘使某名女性與其性交，即屬強姦。1998年，卢旺达问题国际刑事法庭在一項具有具有劃時代意義的判決中，沒有使用「同意」一詞來定義來定義強姦，而是把其定義為「在脅迫他人的情況下，以涉性的方式侵入他人身體」。
婚內強姦是指施暴者在沒有得到婚內配偶同意的情況下，與之進行性行為。它可歸類於家庭暴力以及性虐待之下。婚內強姦在各地法律上有著明顯的態度差別，但其已被國際公約所譴責，視之為非法的地區亦不斷上升。但在很多國家，婚內強姦仍然合法，或是一種受到當地人民廣泛接受的非法行為。在2006年，联合国秘书长發表了《深入研究各種針對女性的暴力》，其指出：「至少104個國家認同婚內強姦可被起訴。當中32個為其訂立了針對性的法律，74個則以一般強姦罪論處。至少53個國家不認同婚內強姦可被起訴。4個國家只有在法律不再承認某對伴侶為合法配偶關係時，才可就婚內強姦落案起訴。4個國家現正考慮相關立法」。2006年以後，再有幾個國家已就婚內強姦立法（例如於2007年立法的泰国）。自1970年代中期開始，美國不同州份便陸續為婚內強姦立法，1993年最後一個州（北卡羅來納州）完成立法。 很多國家的法律皆未明確表明強姦法是否包含婚內強姦。在沒有婚內強姦法的情況下，檢察官可就婚內強迫性交的行為對施暴者提出起訴，不過用的是其他罪名。使受害人屈服的暴力或刑事威脅行為亦可提上法庭審理。
法律、語言、語境、文化和性取向等因子會使同意的判斷變得複雜。研究顯示，男性對於「女性的行為是否隱含着性暗示」的判斷往往比女性所希望表達的要寬鬆。此外施暴者可能在判斷「不要」一詞的意思時，會往言外之意的方向解讀。有些人可能認為，如果看不到任何生理傷害，該女性一定是表達了同意。亦有錯誤想法認為，向其他男性提出性方面的要求的男性，必定具有男子氣質。

## 動機
世界衛生組織表示，針對女性的性暴力（包括強姦）存有一些風險因素：
- 家庭荣誉和性纯洁方面的观念；
- 男性性权利方面的意识形态；
- 法律对性暴力的制裁力度不够。

沒有單一的動機可解釋所有強姦；施暴者可有多個潛在動機。研究者提出的相關因子包括憤怒、權力、施虐癖、對性滿足的追求、演化所帶來的趨勢。當中部分因子背後有較強力的證據支持：於2002年進行過強姦犯研究的美國臨床心理學家大衛·利薩克表示，與非強姦犯比較，強姦犯（不論被捕與否）對女性有著更高的憤怒情緒、更受支配及控制女性的慾望所軀使，相比之下更衝動、更去抑制、更反社會、更男性化，以及擁有較少的同理心。
在某些男性群體當中，性侵犯會被視為能夠表達男性氣質的行為特徵，其亦跟想在同輩中獲得更多尊重的慾望顯著相關。年輕男子的性侵犯行為跟其所身處的帮派或團體相關。
不少進行輪姦的男性視之為一種正當的懲罰手段，用以教訓作出「不道德行為」的女性，該些行為包括穿著短裙、逛酒吧。在巴布亚新几内亚的一些地區，人們可在長老的準許之下，以公開輪姦的方式懲罰女性。
輪姦及公開輪姦亦被用作為增強男性情感紐帶的一種手段。這一情況常見於兵隊之中。戰時強姦的四分之三以上為輪姦；而在和平時期，輪姦佔所有強姦案例的不到四分之一。指揮官可能會迫使新兵強姦別人，以令其對所屬部隊更為忠誠，因為強姦在很多情況下皆屬一種禁忌和非法行為。與志願兵相比，降服的敵方組織更有機會被迫強姦別人，因為他們一開始就被視為欠缺對所屬部隊的忠誠。巴布亚新几内亚的部分幫派需在入伙時以強姦女性來獲得信任。
在强奸率最高的一些国家（例如南非、印度、津巴布韦）等，强奸的动机还可能源自于当地的传统科学错误，即与处女发生性关系可以治愈性病。2017 年，印度非政府组织“新光” 的创始人乌尔米·巴苏 (Urmi Basu) 报告称，艾滋病患者的男性会与处女同寝，希望得到女神的祝福并治愈疾病。2002 年南非大学的一项调查发现，18% 的南非人相信与处女发生性关系可以治愈艾滋病。联合国儿童基金会将数百起幼女强奸案归咎于这一神话。

## 影響
為了確定全球帶強迫性質的性行為的嚴重程度，世界衛生組織使用了一道指標性問題去量度之：「你有否在違背自己意願的情況下被迫跟他人性交？」結果正面回答的百分率高於問人有沒被虐待或強姦。
世界衛生組織的報告列出了性虐待受害者可能面臨的後果：
- 妇科疾病
- 生殖疾病
- 性功能障碍
- 不孕
- 骨盆腔發炎
- 妊娠併發症
- 感染如艾滋病般的种种性傳染病
- 致命性傷害
- 自殺的風險增加
- 抑鬱
- 慢性疼痛
- 身心性疾病
- 不安全墮胎（英语：Unsafe abortion）
- 非預期懷孕[81]

### 心理及情緒
很多受害者不會承認自己被人強姦。當中一些在幾年後仍拒絕承認之。他們一般會懷疑自身所經歷的能否稱作「強姦」，對於只受到心理威脅的受害者而言更是如此。女性可因各種原因，而不把她們的受害經歷承認為「強姦」，例如感到羞恥或尷尬、法律定義不一、不想把熟人視為強姦犯、內化了責備受害者的態度。公眾會將這些行為視為「有悖常理」，繼視受害者為「不誠實的」。
在受到侵犯的過程中，受害者可能出現的反應有战斗、逃跑、急冻、討好、落下。受害者可能會以他們以前沒有想過的方式作出反應。在施暴者完事後，他們可能會感到不舒服/沮喪，並對先前自身的反應感到不解。大多受害者在受到強姦的過程中會出現「急凍」反應，或變得順從合作。在面對威脅時，靈長類動物普遍會出現該些生存反應。大眾一般假定受害者會尋求協助或作出反抗（令施暴者衣服破損或受傷），故上述反應可能會令其他人或受害者本身感到困惑。
受害者可能會在侵犯過程中出現解離現象。受害者的相關記憶有機會變得支離破碎，這種情況較常出現在受害過後的一段短時間內。睡眠及時間流逝有助鞏固該些記憶。遭到強姦的男性或男孩可能會在過程中感到生理興奮，以至射精；同樣女性或女孩可能會達至高潮。對於該些受到侵犯的受害者及其身邊的人而言，這也可能是羞恥感或疑惑感的源頭。
創傷後的症狀可能會在受到侵犯的一年以後才浮現出來。在受到強姦後，倖存者可能會以不同的方式向外做出反應——從較向外表達的至封閉自己的：他們較普遍會出現的情緒包括苦惱、焦慮、羞恥、沮喪、無助，以及出現罪惡感。有些人可能會否認受到強姦。
在受到強姦後的幾週內，倖存者可能會出現創傷後壓力症候群的症狀，並可能會面臨廣泛的身心問題。創傷後壓力症候群的症狀包括不斷在腦海中回憶相關經歷、避免接觸跟經歷相關的事物、變得麻木、焦慮和驚嚇反應增加。若出現以下情況，相對嚴重的症狀較有可能持續地出現：施暴者持續約束或管制倖存者的生活、倖存者相信施暴者將會殺了自己、受害者年紀很小或很大、受害人先前便已認識施暴者。若周圍的人故意忽略或責備被強姦的當事人，同樣會增加受害者持續出現相對較嚴重的症狀的可能性。
大多數人需花3-4個月才可從強姦中恢復過來，但大多患上了創傷後壓力症候群的受害者可能持續會有以下表現：焦慮、沮喪、濫用藥物、煩躁、憤怒、反复回想、做噩夢。倖存者也可能會患上广泛性焦虑症、一種或多種特殊恐惧症、重度抑郁症。他們也有機會在重回社交生活或性生活時感到困難。強姦受害者的自殺率較高。
經歷強姦的男性受害者可能會出現同樣的心理問題，但他們較少就此去尋求輔導。
研究強姦的研究者或輔導受害者的人也會因受害者的經歷而感受到壓力。這一現象稱為替代性創傷。

### 生理
評估人員可能會以「生理傷害的有沒」來確定受害者是否被強姦。受到性侵而又沒出現生理傷害的人可能不太願意向當局報案或尋求醫療協助。
大多侵入性強姦不會使用避孕套，但也有使用了它的強姦案例。使用避孕套能大大減低受害者及施暴者傳播疾病或懷孕的機會。使用避孕套的理由包括避免感染病原體（對於輪姦或強姦性工作者的情況而言更是如此）；消滅證據，令搜證工作更為困難；令性行為本身看似得到同意（對於熟人強姦的情況而言）；從計劃和使用避孕套的過程中獲得興奮感。當中一般不會出現對受害人的擔憂。

### 性傳播疾病
與沒有受過強姦的人相比，強姦的受害者有較高機會出現生殖道感染的情況。人類免疫缺陷病毒可在強姦過程中傳播。因強姦而感染愛滋病者有較大機會出現心理問題及曾試注射型毒品。感染其他性傳播疾病會增加感染人類免疫缺陷病毒的風險。「與處女發生性關係可以治癒男人所患的愛滋病」的錯誤觀念仍存於非洲部分區域，當地部分強姦案例為此而起。對於該說法對南非的HIV傳播或兒童性虐待是否真的有推動作用，研究者瑞秋·朱克斯和海倫·愛普斯坦則持質疑觀點。

### 受害者責備、二次傷害等錯誤對待方式
社會對待受害者的方式可能會令他們所受的傷害加重。性侵犯或強姦的受害者有時會受到指責，並被認為應對上述罪行負上至少一部分責任。指責者會認為受害者的某些行為（例如醉酒、調情、身穿使人感到性挑釁的衣服）會鼓勵人去強姦他。然而這是一種公正世界謬誤及有關強姦的迷思。在很多案例中，受害者會因沒反抗或違反了傳統的性別期望，而被指責「內心是渴望進行」的。全球卫生研究论坛進行過一項有關性暴力的全球態度研究，結果顯示在很多國家中，至少一部分人民認同與指责受害人有關的理念。人們有時會責怪受到別人強姦的女性在之前進行了不當的行為。很多社會賦予兩性的自由及待遇會有很大的差別。
「在強姦過程中，受害者在較晚時才抵抗會受到較多指责（Kopper, 1996），這可能反映出針對該些女性，且與象徵性抵抗有關的刻板印象（Malamuth & Brown, 1994；Muehlenhard & Rogers, 1998），或反映了她們在引導施暴者進行之的想像。最後與被陌生人強姦相比，被熟人或約會者強姦的受害者受到較多指责（例如Bell, Kuriloff, & Lottes, 1994；Bridges, 1991；Bridges & McGr ail, 1989；Check & Malamuth, 1983；Kanekar, Shaherwalla, Franco, Kunju, & Pinto, 1991；L'Armand & Pepitone, 1982；Tetreault & Barnett, 1987），這反映了『受害者因為認識施暴者或與之約會，故是準備好或原本真的打算發生性行為』的刻板印象。此一研究的背後意思即是，若在符合某些刻板印象的情況下受到強姦，受害者更有機會被指责。」
評論表示：「人們可在保有強姦迷思的同時，承認強姦具有負面影響」。很多有關性別角色的刻板印象在合理化強姦當中扮演一定角色。包括權力是男性的專利；女性只是為了性及被物化而存在；女性想被人強迫進行性行為；男性性衝動和性行為是無法控制的，必須得到滿足。
對於女性而言，指责受害人與恐懼有關。不少強姦受害者責備自身。女陪審員可能會看著證人席上的那個女受害者，並認為她做了一些勾引被告的事情。在中國文化中，受害者責備常跟強姦有關，因為人們會期望女受害人作出物理上的反抗。因此若的確發生了強姦，人們則可認為該女性存有一些過失，她的其他行為是否符合道德也會是質疑的焦點。

#### 名譽殺人與强迫婚姻
很多社會的強姦受害者有較大機會要在被強姦之後，承受額外的暴力或相關威脅。它們可源自強姦犯本身或其熟人，以至自身的好友。這樣做的目的之一在於阻止受害者報案；亦可在於懲罰報案的受害者、強迫他們撤銷诉状。受害者的親戚可能威脅他們不要報案，意圖阻止受害者使家族「蒙羞」。這在認為女性的貞操具有很高價值，且規定結婚之前須保持之的文化中特別常見。在極端例子中，受害者會因此而被殺。

## 治療
在美國，受害者權利涵蓋了受害者接受或拒絕接受醫學/法律檢查的權利，當中包括對每個步驟的控制權，為的是体恤受害者、提供情感支持、盡量減低受害者因此再度受害的機會。執法者或醫療服務提供者會在得知情況後，馬上告知受害者他們擁有上述權利。某些地區的急症室會有性侵犯临床护理師/法医检验师在駐診，他們受過有關照護性侵犯或強姦受害者的專業訓練，因此能夠提供專門的醫學－法律檢查。若沒有上述受過專業訓練的臨床醫師在駐診，急症部門便會設有一套相關協議，用以確定如何治療受害者及蒐集證據。部門的員工亦受過訓練，使他們能夠詳細解釋檢查過程、掌握如何記錄資料，及了解跟知情同意有關的權利。一切皆以「按適合受害者、他們的年紀、了解程度，以及他們家屬的節奏檢查」為宗旨。為了防止受害者自我傷害，他們的私隱應得到保障。

### 性器官以外的創傷

#### 身體評估
不少強姦案例并未對受害者身體構成嚴重傷害。醫學應對性侵犯的第一步為徹底評估。此使得急症室員工能夠決定創傷治療的优先顺序。參與檢查的醫療服務提供者受過相關訓練，使其能夠評估及治療受害者。或能夠按協議來保障受害者的私隱、提供最佳的治療。除非受害者不清醒、喝醉了或心智沒能力表達同意，否則治療前應得到其知情同意。體檢應以找出及治療嚴重威脅生命的緊急情況為優先，之後再到一般的整體評估。一些身體上的傷害較為明顯易見，其中包括咬傷、破牙、腫脹、淤伤、划伤、抓傷。在一些更為暴力性的個例中，受害者可能有槍傷或刀傷需要治療。意識喪失與病历有關。若受害者上一次破傷風免疫注射記錄為5年前，且在其身上發現擦伤，則應提供一次注射。

#### 診斷測試
在一般評估及嚴重創傷的治療辦妥後，可進一步進行診斷測試，例如以X射线、斷層掃描、核磁共振成像來檢測體內狀況，以及血流。同時可透過採集來自口腔、舌頭、會陰、陰道、肛門的體液樣本，來評估當事人有否受到感染。

#### 司法取證
受害者有權拒絕配合取證。受害者的辩护人需確定醫院員工尊重受害者的意願。在生理創傷確定完畢及治療開始後，司法檢查便可同時開始，當中目的在於收集能夠識別及記錄創傷的證據。上述取證過程需在獲得當事人或其照料者的知情同意後才可開始。員工可能會提出為創傷拍照的要求。在此時，若受害者並沒要求辩护人到場，則應提供有經驗的社會支援工作者予受害者及其家屬。
若受害者或照料者同意，法醫團隊便可使用「強姦證據收集套件」，用以進行標準化的採樣和測試。應告知受害者使用「強姦證據收集套件」的決定並不意味著他們有責任對某人提出刑事起訴。為了收集頭髮樣本，法醫團隊並不鼓勵受害者在取證沒完結時就去洗澡或淋浴。在施暴後72小時內收集的證據一般是有效的。在施暴後愈早收集樣本，其便更有可能呈現相關證據，提供更為有效的結果。若受害者情況穩定，且其身體創傷已得到治療，便會開始收集樣本。員工會鼓勵當事人跟輔導員見面，以提供鼓勵及安慰。
在醫學檢查中，法醫會評估身體分泌物可否作為證據。於皮膚或衣服上殘留的精液可用日光燈檢測。法醫將為發現精液的物品加上標識。然後把樣本放進紙袋中，用以作進一步的精囊特異性抗原分析。
從技術上來說，醫務人員不是法律體系的一部分，只有受過訓練的醫務人員才可取得能被法律接受的證據。取證過程已經過標準化。為了維持法律證據程序，他們會收集及標記證據，並把證據鎖在安全的地方。此一程序稱為證據監視鏈。若在體檢、測試及組織取樣的過程中，不斷地維持證據監視鏈，便能使證據得到承認。記錄過程經常會用到攝影技術。

### 檢驗過後
強姦對身體的某些影響不會立馬浮現。對受害者的跟進性檢查應評估以下事項：緊張性頭痛、疲勞、睡眠模式紊乱、腸胃過敏、慢性骨盆疼痛、經痛或經期不規則、骨盆感染性疾病、性功能障礙、經前忧虑、纤维肌痛、阴道分泌物、阴道發癢、排尿時有灼燒感、阴道疼痛。
世界衛生組織建議醫療機構應提供緊急渠道，以讓受害者能迅速獲得紧急避孕藥物。若在強姦過後的5天之內使用該些藥物，將能大大減低非意願性懷孕的發生機會。據估計，男性對女性的強姦當中有約5%的個案因姦成孕。若受害者因姦成孕，墮胎藥物能讓其於上一次經期之後的10週以內，安全而有效地結束懷孕。

### 性器官創傷
不建議對尚未性成熟或處於孩童階段的女孩進行內部骨盆檢查，因為此一年齡段的受害者有很大機會沒有內部骨盆創傷。但若觀察到她們的出血量很大，則可能需進行一次。 從業者會為了檢視強姦所帶來的性器官（陰道或肛門）創傷，而進行完整的骨盆檢查。若口腔、牙齒、牙齦或咽部出現創傷，便會進行口腔檢查。某些情況下受害者儘管沒有有關性器官疼痛的主訴，但仍能發現創傷。在進行全面的身體和性器官檢查之前，從業者會要求受害者站在一塊白色的床單上，並脫下衣服，以收集任何附在衣服上的碎屑。衣服和床單應適當入袋，並貼上標籤；其他從衣服除離的樣本亦同樣如是。若在碎屑中發現纖維、泥土、頭髮、樹葉等物，便會取樣收集。為了確定施暴者的唾液和精液是否殘留在受害者體內，從業者會從受害者的口腔、陰道、肛門採集體液樣本。有時受害者會為了自衛而抓傷施暴者，故可收集指甲的刮屑。
性器官的創傷可以是腫脹、裂傷或淤伤。較常見的創傷包括肛門創傷、陰唇擦傷、處女膜淤伤、小阴唇系带撕裂。瘀傷、撕裂、擦傷、發炎和割傷的情況可能以肉眼就能看見。如果在侵犯過程中使用了外物作侵犯，X光檢查可用於找出在體內保留的片段。處於絕經期或前青少年期的女性相對較容易出現性器官創傷。阴道镜可用於檢查子宮頸或陰道的內部創傷。阴道镜的使用可把找出內部創傷的機會提升6-53%不等。被強姦或遭受性侵犯的兒童的性器官創傷，可能跟持續受到性虐待或以前有过相關治療史的不同。受到性虐待的兒童的身體可能會形成疤痕。

### 感染
醫師不能在強姦過後就能馬上確認受害者有否感染性傳播疾病，因為當中存有一段約72小時的空窗期。
受害者可能在被強姦以前便已經過相關診斷，並確定患上了性感染病，故已在接受治療或已經治好。醫師可能對陰道炎、淋病、滴虫性阴道炎、披衣菌感染進行預防性抗生素治療。當中又以披衣菌感染和淋病這兩種情況最為人擔憂，因為其在女性當中有機會導致上行性感染。一般都会考慮为受害者注射乙型肝炎疫苗。在開展預防性治療後，將進行進一步的測試，以確定在侵犯過程中有沒感染其他疾病，測試項目包括：
- 血清乙型肝炎表面抗原化驗
- 阴道分泌物顯微鏡檢查（鹽水洗滌和染色）
- 從相關性接觸部位獲得淋球菌和沙眼衣原体，然後進行培養
- 梅毒血清試驗
- 全血细胞计数
- 肝功能測試
- 血清肌酸酐水平[121]

醫師可能會處方齐多夫定/拉米夫定、替諾福韋/恩曲他濱、利托那韋/洛匹那韋予受害者。
很多受害者會擔心自己從過程中感染了HIV，但醫師不必對HIV進行預防性治療。「在性侵犯或強姦過後是否需常規地對HIV進行治療」仍是一個有爭議性的議題，因為一次性侵犯過後便感染HIV的風險很低。因在一次肛交中扮演受方而感染HIV的風險約為0.5-3.2%。因在一次陰道性交中扮演受方而感染HIV的風險約為0.05-0.15%。HIV亦可經由口腔傳播，但這種情況十分罕見。亦有建議指若發現施暴者HIV陽性，便應為受害者提供預防性治療。
如果受害者本身為性活躍的及在遇害之前便已感染性傳播疾病，那麼初次檢查時的測試通常不具法律價值。强奸盾牌条款保護被強姦並具有陽性測試結果的人。該項條款禁止以此類證據論斷受害者。受害者可能會擔心感染史會帶給人「自己是性放蕩的」的印象。但是在某些情況下，該些測試具有法律目的，比如某些案例的重點之一就是威脅傳播或真的傳播性感染病。在性不活躍的受害人當中，若當初性傳播疾病測試結果為陰性，遇害之後為陽性，並確定施暴者患有性感染病，測試結果即可視為一種證據。
由於病原體可能具有抗藥性，故治療有機會失敗。

### 情緒及心理
心理及情緒上的影響可能在強姦過後便隨即浮現，並須在評估及治療的早期階段處理之。其他可治療的相關心理疾病可能需經過一段時間才會浮現。該些影響包括害怕人群、逃避；感到焦慮、恐懼、憤怒、抑鬱、羞恥；出現創傷後壓力綜合症下的過分應激、性障礙（包括害怕進行性行為）、情緒障礙、进食障碍、侵入性思想、自殺意念、边缘性人格障碍；做噩夢；害怕使自身想起遇害時的情景及感到孤獨；變得躁動、麻木；影響同理心。受害者可以以下渠道來得到協助：電話熱線、輔導服務或庇護所。儘管有關修復心理創傷的方法是十分複雜而又具有爭議性，但支援小組（一般由組織提供）的確有助於修復之。受害者通常會尋求由衛生服務提供者提供的專業輔導及治療。
某些臨床醫師受過有關治療性侵犯/強姦受害者的專門訓練。對於輔導員和受害者兩方而言，治療可能會很漫長，且充滿挑戰。目前已有多種治療手段，它們的普及性和費用存有差異，且保險範圍可能不涵蓋當中的某些。治療效果也因輔導員的專業知識而異——一些輔導員在治療性侵犯/強姦上有較多經驗，或受過較多專門訓練。治療計劃不一定按當事人的創傷經歷制定，反而應依據其努力程度而定——以為達至較佳的治療效果。一個有效果的治療計劃會考慮受害者在以下範疇的狀況：當前的壓力源、應對技巧、身體的健康程度、人際衝突、自尊、家庭問題、其監護人的參與、是否出現心理健康症狀。
心理及情緒治療的成功程度在很大程度上會受到治療中所用到的用詞所影響，即如何重新定義事件和經歷。以像受害者和倖存者般的標籤去形容當事人，即暗示相關經歷會主宰及控制其生活。這可能會對被輔導者產生影響，因此需評估使用這些標籤是否合適。已有心理及情緒治療對當事人產生良好效果的例子：「良好效果」可以是自我概念改善、心理得到認可的成长，以及掌握新的應對技巧。
被法院判定为有罪的施暴者通常需接受治療。針對他們的治療手段有很多，當中有一些效果較佳。儘管驅使他們去強姦的心理因素很複雜，但治療仍然有效。輔導員一般會先評估他們是否已患上了某些疾病。調查犯罪者的成長背景有助於解釋他們侵犯別人的動機。 心理及情緒治療的目的之一是預測他們再犯的可能性。在某些情況下，輔導員會發現施暴者出現神經系統異常，或其以前經歷過創傷。青少年或兒童同樣可以犯下強姦，但這相對罕見。在這種情況下，輔導員通常會進行適當的輔導和評估。
短期處方苯二氮䓬類藥物可幫助當事人抗焦慮（但應謹慎使用該些藥物，因為人們在常規使用後可能會上癮，並出現戒斷症狀），而抗抑郁药可幫助治療創傷後壓力綜合症、抑鬱症及驚恐發作。

## 預防
性侵犯可能能以在中學、大專院校、工作場所舉辦的教育項目來預防。至少一個針對兄弟會男性成員的教育項目令他們的「行為持續性地改變」。一項針對校園性侵的研究表明，近2/3的學生報稱認識遭受強姦的人，超過一半的學生報稱認識性侵犯的施行者；近1/4學生報稱認識酒後強姦的受害者。

## 統計
聯合國毒品和犯罪問題辦公室的《國際犯罪和司法統計》發現，以全球來計，強姦的施行者大多為男性，受害者則大多為女性。針對女性的強姦很少會向警方報案，故實際受害者數字受到顯著低估。非洲南部、大洋洲和北美的相關數字為最高。
大多數強姦個案的施行者為受害者認識。被陌生人強姦的情況相對罕見。美國全國強姦、虐待及近親性虐待網絡的統計顯示，性侵犯案例當中有70%為受害者先前已認識施暴者。

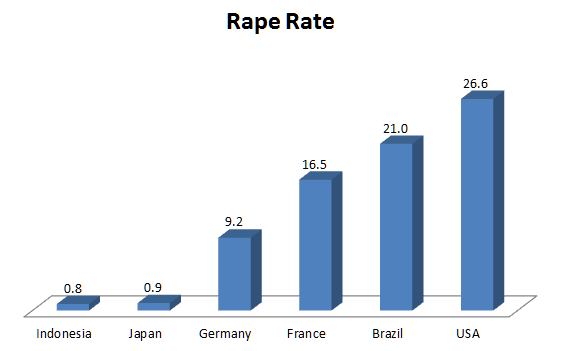
聯合國毒品和犯罪問題辦公室所記錄的強姦發生率（每10萬人，2011年）

人道主義組織IRIN估計，「南非每年有50萬宗強姦」，南非曾被稱為「世界強姦之都」。其亦是世界上兒童性虐待事件最多的國家。2000年，該國針對兒童的強姦和性侵犯案件的呈報數字達6萬7千多宗，社福機構則認為實際數字可有10倍以上。現有數據顯示，印度的強姦率正在急劇上升中。
大多有關強姦的研究和統計著眼於男對女的強姦。有關男對男或女對男的强奸的研究十分少見。只有不到1/10的男對男強姦呈報至當地政府。此類強姦的受害者所得到的服務和支持有限，而且法律制度通常不具備應對這種犯罪的能力。施暴者是女性的事例十分罕見，這可能令社會否定女性會性侵犯他人，並掩蓋問題的嚴重性。

## 誣告
誣告強姦是指在沒有發生強姦的情況下，仍以被強姦的名義報案。儘管研究者難以準確取得誣告強姦的實際發生率，但他們一般同意強姦的誣告率落在2-10%之間。在大多數情況下，誣告強姦者不會特地指明嫌疑人的身份。
在一項研究中，警方把2643例性侵案當中的8%視為誣告。研究者指出當中很多皆加入了調查員的個人論斷及偏見，並違反了官方對誣告的判斷標準。之後研究者以內政部對誣告的判定條件，來對上述分類進行更深入的分析。該判定條件要求需有「強而有力的證據基礎」或申訴人「明確而可信」地撤訴，才可判定該案為誣告。這使得修正後的誣告率降至3%。他們總結道「人們不能一味把警方的分類視為金科玉律......警方和檢察官皆高估了誣告的盛行程度」。
澳洲一項有關誣告強姦的大規模研究檢視了2000-2003年間，向維多利亞警察報告的850例強姦案（Heenan & Murray, 2006）。研究者同時以定量和定性的方式研究了812宗強姦案，發現當中15.1%最終銷案，46.4%「警方沒有進一步行動」，2.1%被警方「明確」認定為誣告。研究者表示有些警察雖注意到該案為誣告，但因不想起訴報案人，故以「沒有進一步行動」的名義作結。該些誣告個案會以威脅或真的控告報案人報假案的方式作結
英格蘭及威爾斯皇家檢察署在17個月的跨度內對每宗有關強姦的報案進行分析，結果發現「極少有人純粹因自身的惡意，而故意誣告他人強姦或家庭暴力」。
FBI表示，只有約8%的強姦指控為「毫無根據」。與其他在其目錄內的罪行相比，強姦的「毫無根據」指控比率相對較高。其目錄內的罪行的平均「毫無根據」指控率為2%。不過「毫無根據」不等同「誣告」。法醫檢查官布魯斯·格羅斯將此一標籤形容為毫無意義。他表示，如果沒有任何物理證據或自稱遇害的人沒有遭受任何身體傷害，則可能會被標籤為毫無根據。
其他研究的結論指美國的強姦誣告率可能較高。普渡大學的尤金·卡寧於美國中西部的一個小都市區進行了9年研究，結果稱41%的強姦指控為誣告。但麻州大學波士頓分校心理學系副教授兼男性性創傷研究項目負責人大衛·利薩克表示「卡寧於1994年發表的文章儘管挑起了公眾輿論，但其不是一個科學性地探討誣告強姦問題的研究」。他繼指該研究的系統方法設計得很差，沒對誣告下一個獨立定義。除此之外，他也把警方的分類沒加思索地全盤接受。該研究可只以「報案人不能通過一個測謊儀測試」來認定指控為錯誤的。美國國家司法研究所於1998年發表了一份報告，發現在26%的強姦案中，主要嫌疑犯的嫌疑皆能以DNA證據排除。其最後總結到：「有力的證據表明，免除逮捕後和定罪後的DNA測試，與某些潛在的重大系統性問題有關，這些問題會導致誣告和錯誤定罪」。但這項研究包含了強姦個案的一個特殊子分類（例如「沒有同意抗辯」的個案）。
大衛·利薩克等人於2010年在《針對女性的暴力行為》期刊上發表了一項研究，其檢視了10年內136宗的強姦案，當中5.9%較有可能是誣告。

## 法律问题

### 性同意年齡问题
在多數國家的法律中，只要任何人和法定年齡以下之人發生性關係，不管其是否自願，强奸罪名都成立。其法理是：法定年齡以下的男女沒有足夠的能力對性交作出正確判斷決定是否「同意」，因此即使其實際上同意與別人性交，該同意在法理上也是無效的，與其性交者依然需按強姦罪論處。
中華人民共和國的法律規定不可與未滿14歲的女子發生性關係。中華民國刑法第227條對此亦有所規定，其更將之分為「對14歲以下之男女為性交」和「對14歲以上，未滿16歲以下之男女為性交」而課以不同程度的刑罰。另有「兒童及少年性交易防制條例」（為中華民國刑法之特別法）進一步針對相關行為進行處罰。

## 各地法律

### 马来西亚
在马来西亚法律上，依据刑事法376（强奸）条文，无论女方自愿与否，一旦与16岁以下少女发生性关系，皆属于强奸。一旦罪成，将面对最高监禁20年另加鞭笞。2017年，通过了性侵儿童法案，“儿童”被定义为年龄不超过18岁者。

### 中華民國（台灣）
在中華民國法律上，強姦罪是指用暴力、威脅或利害被害人陷於脆弱處境難以抗拒等違反其意願的手段，強迫被害人進行性行為的犯罪。
中華民國法律規定於第16章「妨害性自主罪」章，第221至第229之1條，針對性侵害規定，原本1935年立法時為：「對於婦女以強暴、脅迫、藥劑、催眠術或他法，至使不能抗拒而姦淫之者，為強姦罪」。但一直遭到批評認為強加女性須有抵抗的義務，反而構成更大生命身體的風險，而若未抵抗，則加害人不構成犯罪而逍遙法外。後經婦運不斷努力，在1999年修正為「對於男女以強暴、脅迫、恐嚇、催眠術或其他違反其意願之方法而為性交者」即構成妨害性自主罪（強制性交罪）。

#### 婚内强奸问题
就中華民國刑法的部份，過去舊法時代對於配偶是否有可能成立強制性交罪曾經存在有正反兩說，故中華民國刑法於1999年修正時將強制性交的構成要件修改為：「對於男女以強暴、脅迫、恐嚇、催眠術或其他違反其意願之方法而為性交者」，並就婚姻內的性暴力，增訂了第229條之1，肯認對於配偶亦有成立強制性交罪或強制猥褻之可能，惟對於配偶犯強制性交罪或強制猥褻需告訴乃論，以使婚姻問題之處理有轉寰之餘地，維繫家庭之完整。

### 中华人民共和国
奸淫不满十四周岁的幼女的，以强奸论，从重处罚。

强奸妇女、奸淫幼女，有下列情形之一的，处十年以上有期徒刑、无期徒刑或者死刑：

（一）强奸妇女、奸淫幼女情节恶劣的；

（二）强奸妇女、奸淫幼女多人的；

（三）在公共场所当众强奸妇女、奸淫幼女的；

（四）二人以上轮奸的；

（五）奸淫不满十周岁的幼女或者造成幼女伤害的；

強姦在中華人民共和國法律上是指以暴力、脅迫或者其他手段强奸婦女的行為。

#### 强奸男性问题
由于《刑法》规定强奸是指违背妇女意志，使用暴力、胁迫或者其他手段，强行与妇女发生性交的行为，或者故意与不满14周岁的幼女发生性关系的行为，主体必须是已满十四周岁的男性，对象必须是女性。女性不能够成强奸罪的直接正犯，但可以成为强奸罪中的帮助犯、教唆犯、间接正犯和共犯，例如一妇女教唆他人强奸别的妇女。但当已满十六周岁的女性故意与未满十四周岁的男童或女童发生性关系时，可以以猥亵儿童罪论处。但在中国大陸发生过多起同性强奸和男性遭到女性强奸的事件，由于强奸的客体在法律中被局限于“妇女”和“幼女”，公安部门往往难以对其立案。在个别同性强奸的极端案例中，往往是以故意伤害罪论处。2015年通过《中华人民共和国刑法修正案（九）》后，由于男性亦能成为强制猥亵罪的对象，这类案件可以强制猥亵罪论处。

#### 婚内强奸问题
按照理论上的阐释，是指在夫妻关系存续期间，丈夫以暴力、胁迫或者其他方法，违背妻子意志，强行与妻子发生性关系的行为。倒退十年，这类事情在中国大陆闻所未闻，而近年来，上海、安徽、四川、河南等地却先后发生了丈夫强迫妻子与其进行性行为的案件，并且司法机关在处理这类案件时亦多有分歧，对于发生的类似案情的判决，不同的人民法院、不同的法官也给出了截然不同的判决。关于婚内存在不存在强奸，“婚内强迫性行为”算不算犯罪，这一在理论界、司法界一直争议很大的问题一次又一次凸现在人们面前，引起了各方的关注和争论。

#### 嫖宿幼女罪争议与废止
嫖宿幼女罪是《中华人民共和国刑法》中曾经存在的一个性犯罪罪名。该罪名存在于1997年《刑法》修订后、2015年《中华人民共和国刑法修正案（九）》施行前。该期间《刑法》第三百六十条第二款规定：“嫖宿不满十四周岁的幼女的，处五年以上有期徒刑，并处罚金。”

### 香港
根據刑事罪行條例第118條，任何人強姦一名女子，或冒充一名已婚女子的丈夫，誘使該女子與他性交，與一名女子非法性交，而性交時該女子對此並不同意及當時他知道該女子並不同意性交，或罔顧該女子是否對此同意，即屬強姦。循公訴程序定罪後，最高可處終身監禁。

### 美国
據美國司法統計局的統計資料顯示，在美國，91%的強姦受害人為女性，9%的受害人為男性；加害人中，有99%的強姦者為男性。
美国新泽西州刑法规定：“任何人都不得因年老或者性无能或者同被害人有婚姻关系而被推定为不能犯强奸罪。”这是对普通法强奸罪概念的重大修改——婚姻关系已经不能阻碍强奸罪的成立。美国自70年代以来，除新泽西州之外，还有加利福尼亚、特拉华、内布拉斯加和俄勒冈等州，也有类似规定。1981年新泽西州最高法院就史密斯案作出了美国第一个婚内强奸的判决。1984年9月，佛罗里达州迈阿密法庭判处威廉· 里德14年监禁，原因是被告结婚后长期强行与其妻子发生性行为，构成了婚内强奸罪。

### 英国
1991年10月23日，英国上议院在审理皇室诉R一案时作出了一项历史性裁决：妻子只要表示离开丈夫的企图（如搬离家庭），便已经撤消“婚姻同意/权利”，有权控告丈夫强奸。英国最高法院5名法官之一的金斯爵士指出：“现代妻子不再是丈夫手下逆来顺受的性奴隶，而是平起平坐的伴侶。”

### 日本
日本有关强奸的罪名称作不同意性交等罪（日语：／），此前称强制性交等罪（日语：／）、强奸罪（日语：／）。使受害人形成、表明或实现不同意的意思处于困难的状态，或是利用其处于前述状态，与16岁以上的人进行性交、肛交、口交或将身体的一部分（阴茎除外）或物体插入阴道或肛门等的猥亵行为（统称“性交等”），或者与未满16岁的人发生性交等行为（如受害人未满16岁但年满13岁，则仅处罚行为人与受害人年龄差5岁以上的情况），均构成此罪，且不论婚姻关系的有无。

## 文化及歷史
強姦和禁止強姦是普世文化通則的一部份，也就是說，強姦存在於所有的人類社會中，但所有的人類社會也都在一定程度上禁止強姦。

### 強暴文化

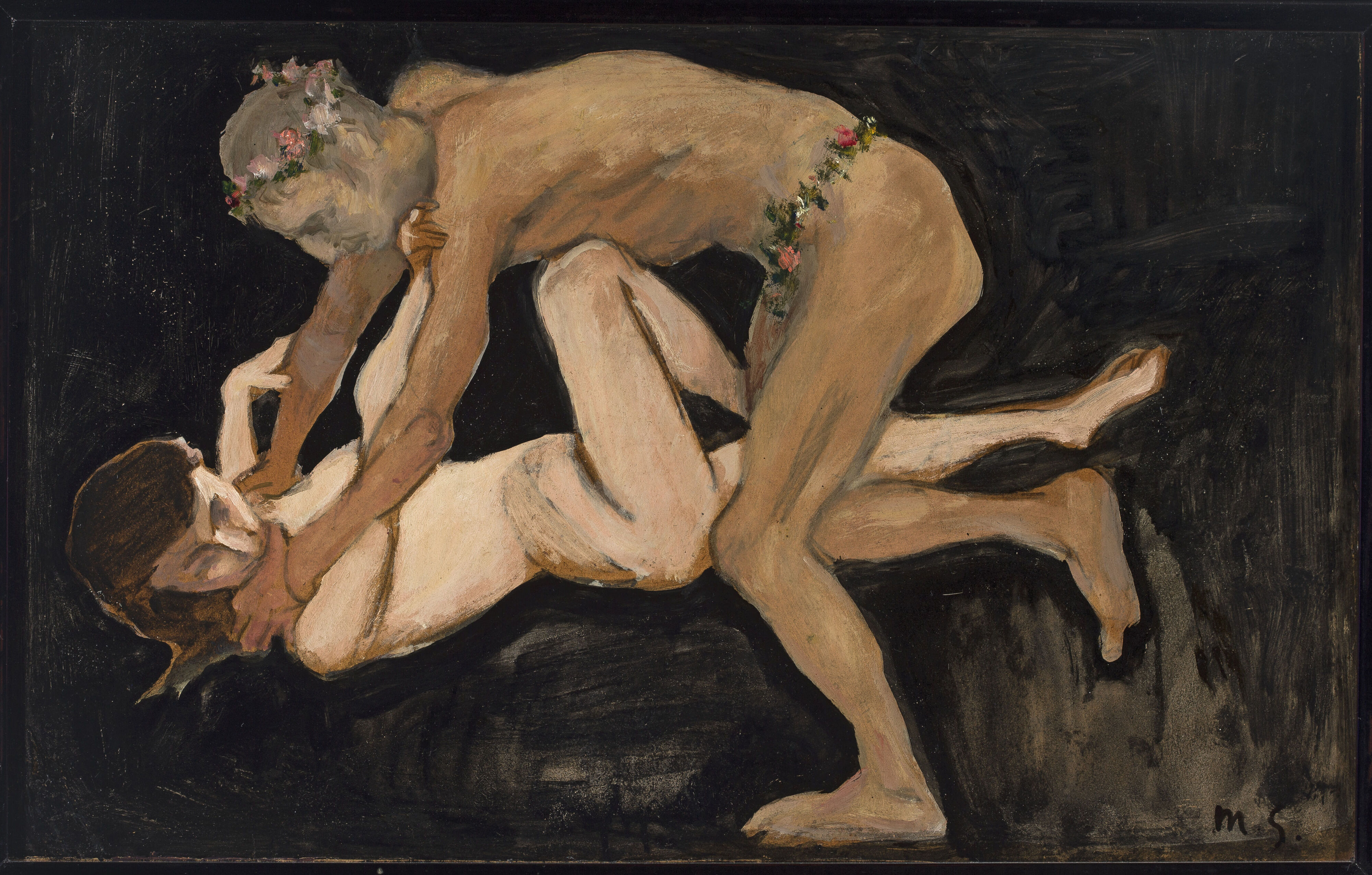
一幅关于强奸的绘画

強暴文化是一套合理化並支持暴力性侵行為的複雜信念。在強暴文化盛行的社會中，性與暴力通常有緊密連結關係，且其成員大多下意識屈服於該文化脈絡之下。

### 古代猶太人
《舊約聖經》當中有提及該如何處罰強姦的內容，並認為強姦已婚者是死罪，對此《申命記》裡提到說：「若有男子在田野遇見已經許配人的女子，強與他行淫，只要將那男子治死。但不可辦女子；他本沒有該死的罪，這事就類乎人起來攻擊鄰舍，將他殺了一樣。」（申命記22:25-27）；但另一方面，對於強姦尚未嫁人的女子的人，則不以死刑處置，而是以強迫強姦者娶被強姦者為妻的方式來處理，對此《申命記》裡提到說：「若有男子遇見沒有許配人的處女，抓住他，與他行淫，被人看見，這男子就要拿五十舍客勒銀子給女子的父親；因他玷污了這女子，就要娶他為妻，終身不可休他。」（申命記22:28-29）

### 古代羅馬
在羅馬男人看來，妻子只是丈夫的財物和女奴隸的頭領。強姦並不看作是男人對女人的傷害行為，而是一個男人對另一個男人的“財產盜竊罪”，犯罪者可以用金錢賠償受害女子的丈夫或父親來抵罪。

### 古代日耳曼國家
日耳曼人實行一夫一妻制，買賣婚姻，男性擁有家長權。但在沒有男性繼承人的情況下長女也可以繼承家族的權力和財產。強姦（rape：強姦，強奪，洗劫，破壞）被視為一種搶奪女性和侵犯家庭的嚴重犯罪行為，罪犯通常會被處死，但貴族可以繳納罰金抵罪。

### 古代中國
在中國古代社會，女性被看成男性的附屬品。男子可以三妻四妾、買春嫖妓，女子卻被要求對丈夫忠誠。封建社會後期女性地位更加低下，連丈夫死後改嫁的女人都會受到社會的歧視和迫害。所以女子遇到強姦一般都拼命反抗，以免失身嫁不出去或被丈夫拋棄。

## 延伸閱讀
- 議題論述 : 驅散強暴的陰影 （页面存档备份，存于）
- 蔡雁雯、蘇蘅 : 性侵報導的強暴迷思與轉變 （页面存档备份，存于）
- 遠見雜誌：終止強暴文化，從家長好好教育孩子開始 （页面存档备份，存于）